# جایزه ستلایت بهترین بازیگر نقش مکمل مرد – سریال، مینی‌سریال یا فیلم تلویزیونی

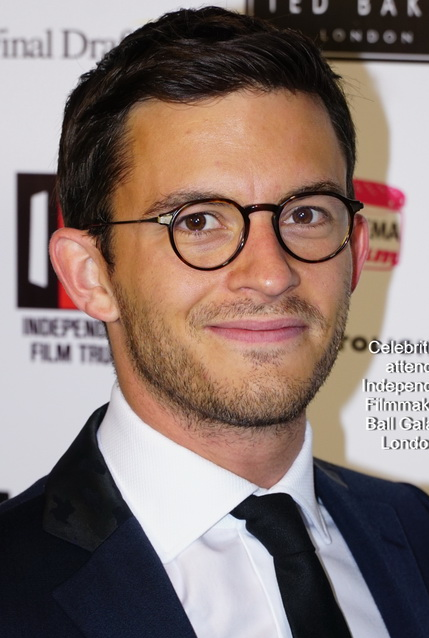
جایزه ستلایت بهترین بازیگر نقش مکمل مرد – سریال، مینی‌سریال یا فیلم تلویزیونی

جایزه ستلایت بهترین بازیگر نقش مکمل مرد در بخش سریال، مینی‌سریال یا فیلم تلویزیونی یکی از جوایز ستلایت است که سالانه توسط آکادمی بین‌المللی مطبوعات اهدا می‌شود.

## دهه ۱۹۹۰
| سال  | برنده                                        | نامزد(ها) |
| ---- | -------------------------------------------- | --- |
| 1996 | استنلی توچی - یک قتل                         | - برایان دنهی - فصلی در برزخ - ایان مک کلن - راسپوتین: نوکر تاریکی سرنوشت - آنتونی کوین - گوتی - Treat Williams - The Late Shift              |
| 1997 | Vondie Curtis-Hall - دون کینگ: فقط در آمریکا | - جیسون الکساندر - سیندرلا - جو دون بیکر - جورج والاس - مایکل کین - ماندلا و د کلرک - اوسی دیویس - پسران خانم دوشیزه                          |
| 1998 | دیوید کلنون - از زمین به ماه                 | - برایان دنهی - با تشکر از یک ملت قدرشناس - لنس هنریکسن - روزی که لینکلن شلیک شد - مارتین شورت - مرلین - دانیل ویلیامز - همیشه بیشتر از تعداد |
| 1999 | N / A                                        | - |

## دهه ۲۰۰۰
| سال  | برنده                          | نامزد(ها) |
| ---- | ------------------------------ | --- |
| 2000 | N / A                          | - |
| 2001 | دیوید شویمر - گروه برادران     | - بیلی کمپبل - داستانهای بیشتر شهر - کری الوز - قیام - کالین فرث - توطئه - استنلی توچی - توطئه                                                                                       |
| 2002 | Linus Roache - طوفان جمع شده   | - جیم برادبنت - طوفان جمع شده - جرمی دیویس - پروژه لارامی - تری کینی - پروژه لارامی - روی شیدر - پادشاه تگزاس                                                                        |
| 2003 | جاستین کرک - فرشتگان در آمریکا | - ایون بیلی - و پانچو ویلا را در نقش خودش بازی می‌کند - کریس کوپر - خانه من در اومبریا - شاون هاتوسی - دختر سرباز - پاتریک ویلسون - فرشتگان در آمریکا - جفری رایت - فرشتگان در آمریکا |
| 2004 | بیل نایگی - شاهزاده گمشده      | - برد دوریف - ددوود - بالتازار گتی - ترافیک - ویلیام اچ میسی - سرقت سیناترا - کیت مک ارلین - کشتی سبک Blackwater                                                                     |
| 2005 | رندی کوید - الویس              | - برایان دنهی - پدران ما - تیم بلیک نلسون - چشمه‌های گرم - پل نیومن - امپایر سقوط می‌کند - روبن سانتیاگو-هادسون - چشمان آنها خدا را تماشا می‌کردند - ویلیام شاتنر - حقوقی بوستون        |
| 2006 | تونی پلنا - زشت بتی            | - فیلیپ بیکر هال - حلقه - مایکل امرسون - گمشده - رابرت کنپر - فرار از زندان - جرمی پیون - همراهان - فارست ویتاکر - سپر                                                               |
| 2007 | دیوید زایاس - دکستر            | - هری دین استنتون - عشق بزرگ - مایکل امرسون - گمشده - جاستین کرک - علف‌های هرز - TR Knight - آناتومی گری - ماسی اوکا - قهرمانان - اندی سرکیس - لانگفورد                               |
| 2008 | نلسان الیس - خون واقعی         | - Željko Ivanek - خسارت - هاروی کایتل - زندگی در مریخ - جان نوبل - حاشیه - جان اسلاتری - مردان دیوانه - جیمی اسمیت - دکستر                                                           |
| 2009 | جان لیتگو - دکستر              | - کریس کالفر - خوشحال - تام کورتنای - دوریت کوچک - نیل پاتریک هریس - چگونه با مادرت ملاقات کردم - جان نوبل - حاشیه - هری دین استنتون - عشق بزرگ                                      |

## دهه ۲۰۱۰
| سال  | برنده                                                     | نامزد(ها) |
| ---- | --------------------------------------------------------- | --- |
| 2010 | دیوید استراترن – تمپل گراندین (Temple Grandin)            | - تای بورل – خانواده مدرن (Modern Family) - بروس کمپبل – اطلاعیه سوختگی (Burn Notice) - کریس کولفر – گلی (Glee) - آلن کامینگ – همسر خوب (The Good Wife) - نیل پاتریک هریس – چگونه با مادرتان آشنا شدم (How I Met Your Mother) - آرون پال – برکینگ بد (Breaking Bad) - مارتین شورت – خسارت (Damages) - رین ویلسون – اداره (The Office)       |
| 2011 | پیتر دینکلیج – بازی تاج‌وتخت (Game of Thrones)             | - رایان هرست – پسران هرج‌ومرج (Sons of Anarchy) - تای بورل – خانواده مدرن (Modern Family) - دونالد گلاور – جامعه (Community) - والتون گوگینز – توجیه‌شده (Justified) - نیل پاتریک هریس – چگونه با مادرتان آشنا شدم (How I Met Your Mother) - گای پیرس – میلدرد پیرس (Mildred Pierce) - جیمز وودز – بیش از حد بزرگ برای شکست (Too Big to Fail) |
| 2012 | نیل مک‌دونا – توجیه‌شده (Justified)                         | - پاورز بوت – نشویل (Nashville) - جیم کارتر – دانتون ابی (Downton Abbey) - پیتر دینکلیج – بازی تاج‌وتخت (Game of Thrones) - جیانکارلو اسپوزیتو – برکینگ بد (Breaking Bad) - ایوان پیترز – داستان ترسناک آمریکایی: تیمارستان (American Horror Story: Asylum)                                                                                  |
| 2013 | آرون پال – برکینگ بد (Breaking Bad)                       | - نیکولای کاستر-والدو – بازی تاج‌وتخت (Game of Thrones) - ویلیام هرت – بانی و کلاید (Bonnie & Clyde) - جیمز وولک – مد من (Mad Men) - پیتر سارسگارد – قتل (The Killing) - جیمی اسمیتس – پسران هرج‌ومرج (Sons of Anarchy) - کوری استول – خانه پوشالی (House of Cards)                                                                           |
| 2014 | روری کینیار – پنی دردفول (Penny Dreadful)                 | - پیتر دینکلیج – بازی تاج‌وتخت (Game of Thrones) - مت بومر – قلب عادی (The Normal Heart) - کریستوفر اکلستون – بازماندگان (The Leftovers) - آندره هلند – نیک (The Knick) - جیمی اسمیتس – پسران هرج‌ومرج (Sons of Anarchy) |
| 2015 | کریستین اسلیتر – آقای ربات (Mr. Robot)                    | - جاناتان بنکس – بهتره با ساول تماس بگیری (Better Call Saul) - پیتر دینکلیج – بازی تاج‌وتخت (Game of Thrones) - مایکل کی. ویلیامز – بسی (Bessie) - الویس نولاسکو – جنایت آمریکایی (American Crime) |
| 2016 | بن مندلسون – خط خون (Bloodline)                           | - جاناتان بنکس – بهتره با ساول تماس بگیری (Better Call Saul) - هیو لوری – مدیر شب (The Night Manager) - آندره براوئر – بروکلین ناین-ناین (Brooklyn Nine-Nine) - مایکل کلی – خانه پوشالی (House of Cards) - جرد هریس – تاج (The Crown) |
| 2017 | مایکل مک‌کین – بهتره با ساول تماس بگیری (Better Call Saul) | - لویی اندرسون – باسکت‌ها (Baskets) - استنلی توچی – دشمنی: بت و جون (Feud: Bette and Joan) - کریستوفر اکلستون – بازماندگان (The Leftovers) - الکساندر اسکارشگورد – دروغ‌های کوچک بزرگ (Big Little Lies) - لاکیت استنفیلد – ماشین جنگ (War Machine)                                                                                            |
| 2018 | هیوگو ویوینگ – پاتریک ملروز (Patrick Melrose)             | - مارک دوپلاس – گولیات (Goliath) - بن ویشاو – یک رسوایی انگلیسی بسیار (A Very English Scandal) - جان مک‌میلان – شاه لیر (King Lear) - ادگار رامیرز – ترور جیانی ورساچه: داستان جنایت آمریکایی (The Assassination of Gianni Versace: American Crime Story) - پل ردی – وحشت (The Terror)                                                       |
| 2019 | جرمی استرانگ – وراثت (Succession)                         | - آلن آرکین – روش کومینسکی (The Kominsky Method) - استلان اسکارشگورد – چرنوبیل (Chernobyl) - والتون گوگینز – گوهرهای صالح (The Righteous Gemstones) - دنیس کواید – گولیات (Goliath) - اندرو اسکات – فلی‌بگ (Fleabag) - تونی شالهوب – خانم میزل شگفت‌انگیز (The Marvelous Mrs. Maisel)                                                         |

## دهه 2020
| سال  | برنده                                            | نامزد(ها) |
| ---- | ------------------------------------------------ | --- |
| 2020 | جف ویلبوش – غیرارتدوکس (Unorthodox)              | - جاشوا کالب جانسون – پروردگار خوب پرنده (The Good Lord Bird) - جاش اوکانر – تاج (The Crown) - تام پلفری – اوزارک (Ozark) - دونالد ساترلند – لغو (The Undoing) - بن ویشاو – فارگو (Fargo) |
| 2021 | کلیفورد جیمز – سریع و خشن ۹ (F9: The Fast Saga) | - آلدن ارنرک – آناستازیا (Anastasia) - میگل گوئرا – شجاع (Braveheart) - پرونوشا – هنرمندان خیابانی (Street Artists) - ایزک سمر – درخت زندگی (Tree of Life)                         |